# Barrage de Hautefage
Le barrage de Hautefage est situé en France, entre les communes de Hautefage (rive droite) et Sexcles (rive gauche) en Corrèze, dans le Massif central.
Ce barrage-voûte retient les eaux de la Maronne, un important affluent de la Dordogne. 

## Histoire
Construit de 1956 à 1958, il est exploité par EDF et placé sous le contrôle de la DRIRE Limousin. 
Depuis 2013, EDF a lancé des travaux d’aménagement sur la rivière Maronne, en aval du barrage. Ils vont être poursuivis jusqu’en 2016. Le total des opérations aura coûté 115 000 euros, elles sont cofinancées par EDF et l’Agence de l'eau Adour-Garonne.

## Caractéristiques techniques
Le barrage est d'une hauteur de 61,50 mètres et d'une longueur de 253 mètres. Les eaux de sa retenue (27 millions de m3), longue d'environ huit kilomètres, sont acheminées par une galerie d'amenée jusqu'en haut de l'usine située trois kilomètres en aval. Depuis ce lieu, une conduite forcée d'une centaine de mètres mène les eaux jusqu'à l'usine.